# Ilie Dancea
Ilie Dancea (ur. 25 lipca 1928) – rumuński sztangista. Reprezentant kraju na igrzyskach olimpijskich w 1952 w Helsinkach.
Na igrzyskach olimpijskich w Helsinkach wystąpił w konkursie wagi lekkociężkiej. W wyciskaniu leżąc uzyskał 95 kg, rwaniu 102,5 natomiast w podrzucie 132,5. W sumie z wynikiem 330 kg został sklasyfikowany na 18. pozycji.